# Strada Șelari
Strada Șelari este o stradă din centrul istoric al municipiului București, sectorul 3.

## Descriere
Strada este orientată de la nord spre sud și se desfășoară pe o lungime de 260 de metri între strada Lipscani și Splaiul Independenței.

## Istoric
Strada își trage numele de la cei care fabricau și vindeau șei si alte piese de harnașament și își aveau dughenele și atelierele pe aici. În vremurile de altădată, strada Șelari era una dintre cele mai importante străzi ale Bucureștiului.

## Monumente istorice și clădiri
Casa de la nr. 20-22, construită la sfârșitul secolului al XIX-lea, este înscrisă pe Lista monumentelor istorice 2010 - Municipiul București - la nr. crt. 2066, cod LMI B-II-m-B-19749.

## Galerie de imagini

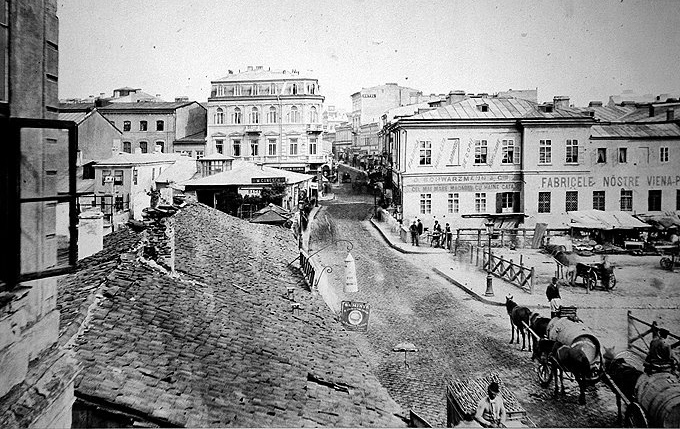
Strada Șelari 1870
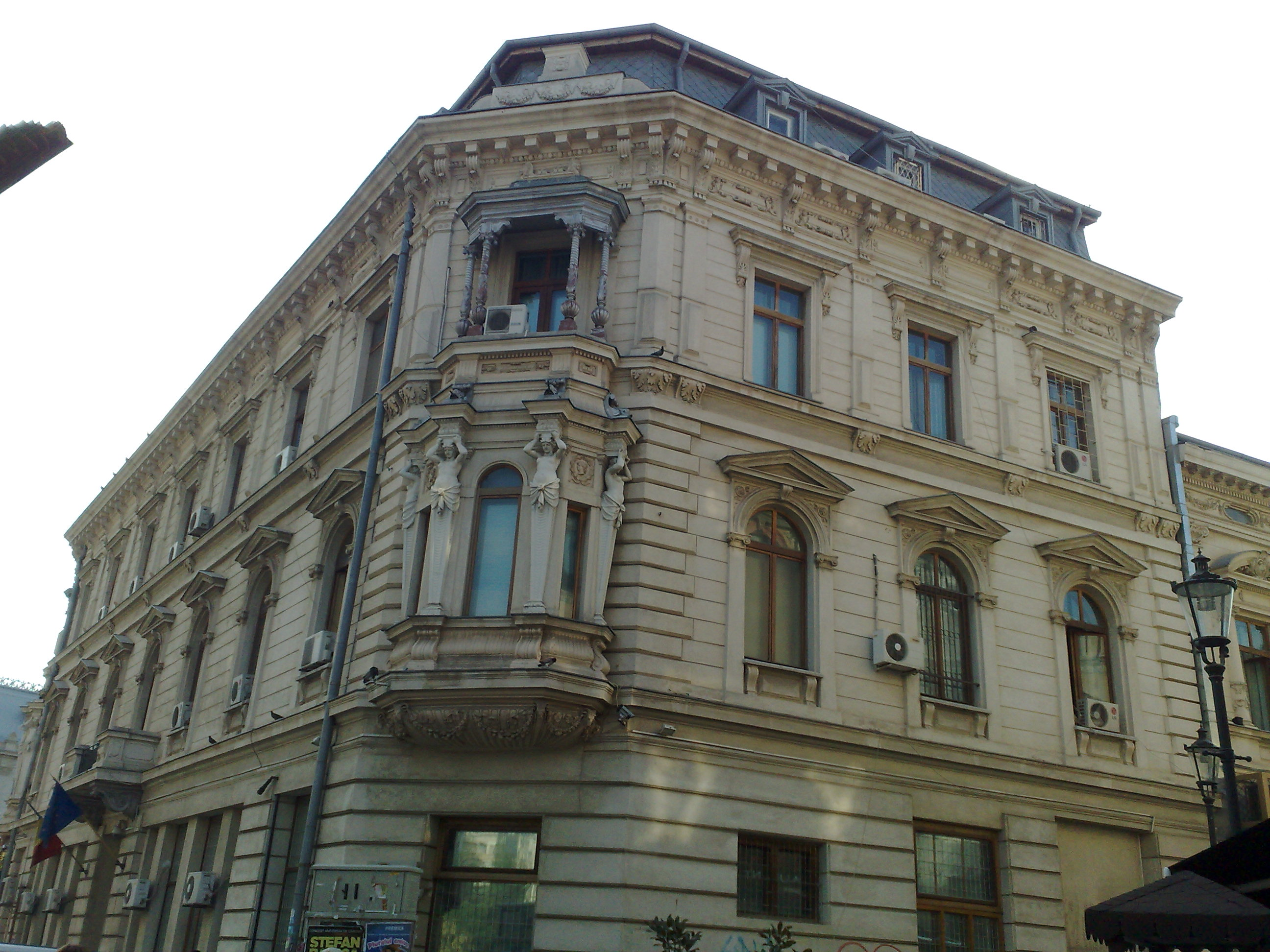
Casă de pe Șelari
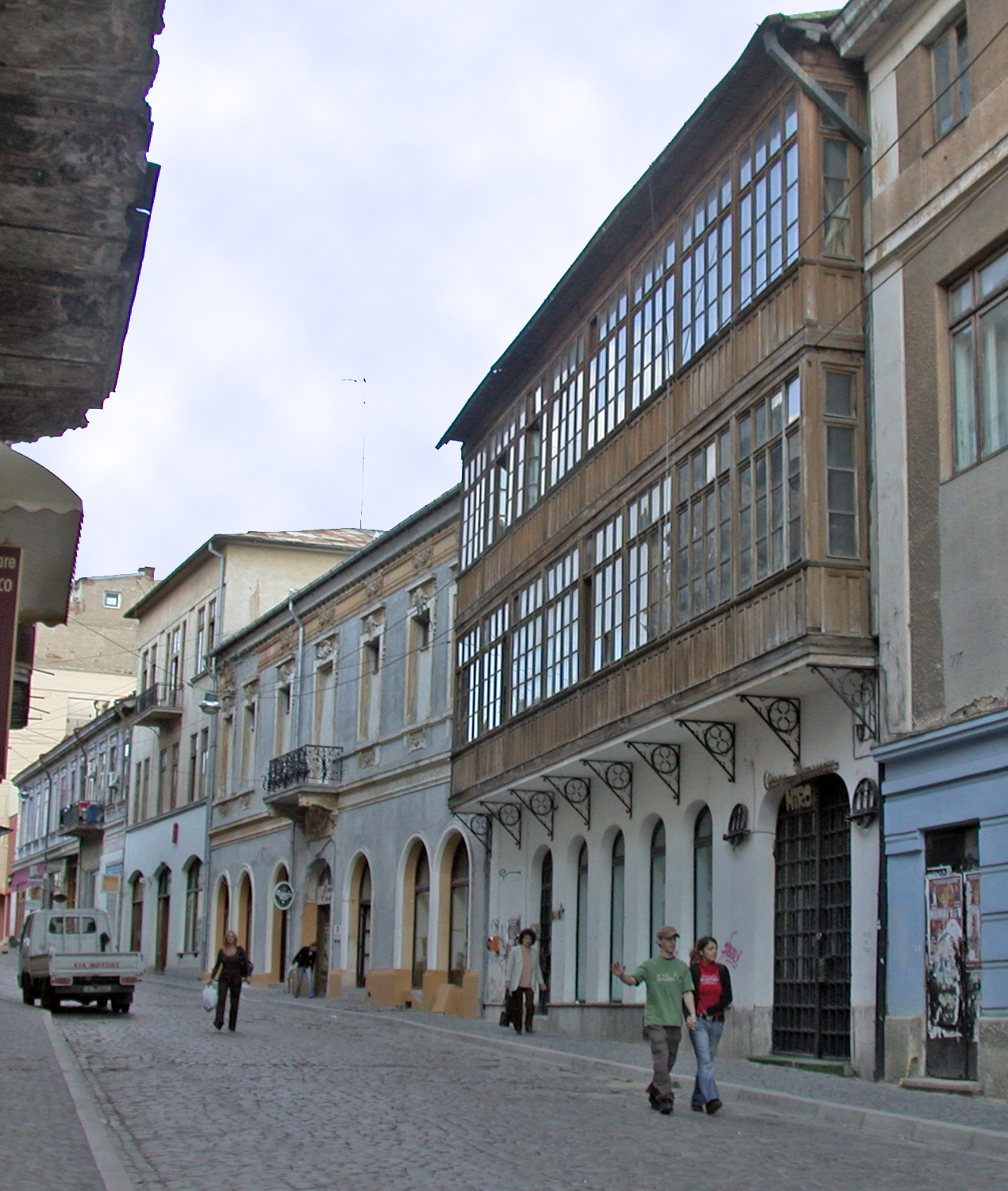
Strada Șelari